# Javier Murguialday
Javier Murguialday Chasco (Agurain, 4 februari 1962) is een Spaans voormalig wielrenner. Hij was beroepsrenner van 1986 tot en met 1994 en was vooral werker en aanvaller. In 1991 en 1992 beleefde hij twee erg sterke seizoenen. In 1992 won hij een etappe in de Ronde van Frankrijk.

## Belangrijkste overwinningen
1989
- 2e etappe Vuelta a los Valles Mineros

1992
- Ronde van Mallorca
- 2e etappe Tour de France

## Resultaten in voornaamste wedstrijden
| Jaar | Ronde van Italië | Ronde van Frankrijk | Ronde van Spanje |
| ---- | ---------------- | ------------------- | ---------------- |
| 1987 |                  | opgave              |                  |
| 1988 |                  | 114e                |                  |
| 1989 |                  | 48e                 | 22e              |
| 1990 |                  |                     | 27e              |
| 1991 |                  | 22e                 | opgave           |
| 1992 |                  | 26e (1)             | 31e              |
| 1993 |                  | 95e                 | 16e              |
| 1994 |                  |                     | 48e              |

| Jaar | Milaan-San Remo | Luik-Bast.‑Luik |  | WK op de weg |
| ---- | --------------- | --------------- |  | ------------ |
| 1987 |                 |                 |  |              |
| 1988 |                 |                 |  |              |
| 1989 |                 |                 |  |              |
| 1990 | 38e             | 84e             |  |              |
| 1991 |                 |                 |  | 49e          |
| 1992 | 95e             |                 |  |              |
| 1993 |                 |                 |  |              |
| 1994 |                 |                 |  |              |